# أنجلينا تشيرنوفا
أنجلينا تشيرنوفا (بالروسية: Чернова, Ангелина Викторовна)‏ هي ممثلة روسية (وحملت سابقاً جنسية الاتحاد السوفيتي)، ولدت في 27 ديسمبر 1973 في كيسلوفودسك في روسيا.

## وصلات خارجية
- أنجلينا تشيرنوفا على موقع IMDb (الإنجليزية)
- أنجلينا تشيرنوفا على موقع قاعدة بيانات الفيلم (الإنجليزية)